# 东巴吞鲁日堂区 (路易斯安那州)
東巴吞魯日堂區（英語：East Baton Rouge Parish）是美国路易斯安那州東部的一個堂区，西界密西西比河，昔日是西佛罗里达共和国的一部份，面積1,219平方公里。根據2020年美國人口普查，共有人口45萬6,781人。治所巴吞魯日（Baton Rouge）也是州的首府。
該堂區成立於1810年12月22日。本堂區的名稱是法語bâton rouge（「紅色棍子」的意思），是印地安人劃分邊界的工具。除了三個獨立城市以外，全堂區在1947年通過市和堂區合併。